# Liste der Bodendenkmäler in Mauth
Auf dieser Seite sind die Bodendenkmäler in der niederbayerischen Gemeinde Mauth zusammengestellt. Diese Tabelle ist eine Teilliste der Liste der Bodendenkmäler in Bayern. Grundlage ist die Bayerische Denkmalliste, die auf Basis des Bayerischen Denkmalschutzgesetzes vom 1. Oktober 1973 erstmals erstellt wurde und seither durch das Bayerische Landesamt für Denkmalpflege geführt wird. Die folgenden Angaben ersetzen nicht die rechtsverbindliche Auskunft der Denkmalschutzbehörde.

## Bodendenkmäler der Gemeinde

### Bodendenkmäler in der Gemarkung Annathal
| Lage                | Objekt                                                                                     | Akten-Nr.     | Bild |
| ------------------- | ------------------------------------------------------------------------------------------ | ------------- | ---- |
| Annathal (Standort) | Untertägige Befunde der frühen Neuzeit im Bereich des abgegangenen Anwesens Annathalmühle. | D-2-7147-0018 |      |

### Bodendenkmäler in der Gemarkung Mauth
| Lage                                              | Objekt | Akten-Nr.     | Bild                |
| ------------------------------------------------- | --- | ------------- | ------------------- |
| Mauth Giesekestraße 1; Giesekestraße 3 (Standort) | Untertägige Befunde der frühen Neuzeit im Bereich der Katholischen Pfarrkirche St. Leopold in Mauth mit zugehörigem Friedhof.          | D-2-7147-0019 | Untertägige Befunde |
| Mauth (Standort)                                  | Untertägige Befunde des Mittelalters und der frühen Neuzeit im Bereich einer abgegangenen Glashütte.                                   | D-2-7147-0024 |                     |
| Mauth (Standort)                                  | Teilabschnitt des Bergreichensteiner Zweiges des mittelalterlich-frühneuzeitlichen Altweges Goldener Steig. Siehe auch: Goldener Steig | D-2-7147-0083 |                     |
| Mauth (Standort)                                  | Teilabschnitt des Bergreichensteiner Zweiges des mittelalterlich-frühneuzeitlichen Altweges Goldener Steig.                            | D-2-7147-0084 |                     |